# Salita al Calvario (Jaquerio)
La Salita al Calvario è un affresco facente parte del ciclo nella sagrestia dell'abbazia di Sant'Antonio di Ranverso, nel comune di Buttigliera Alta, provincia di Torino, considerato il capolavoro della scuola tardogotica piemontese, dipinto da Giacomo Jaquerio verso il 1430.
Il ciclo della sagrestia, firmato, comprende un'Annunciazione, i Santi Pietro e Paolo, l'Orazione nell'Orto, e la Salita al Calvario, appunto, sul lunettone; sulle vele della volta, i Quattro Evangelisti. 
La Salita al Calvario mostra su sfondo neutro una folla di figure reggenti lance, bandiere e alabarde che si librano nella parte superiore. Questi personaggi contornano, seppur a una certa distanza, la figura dolente del Cristo che porta la croce, mentre figure crudeli e stralunate lo aiutano in malo modo, spingendo il legno o tirando il Salvatore con una corda. Nella grande varietà di tipi umani (dal nordico con la pelle chiara e la barba rossa al caucasico con la pelle bruna, dal giovane al vecchio, dal povero al ricco) prevale un senso lineare grazie alla marcata linea nera dei bordi, con una raffinata attenzione ai dettagli (come la resa del legno nodoso della croce). Ogni soggetto si stacca così espressivamente dal gruppo, creando una visione drammatica e priva di sentimentalismi.